# Binary Domain
Binary Domain (OT: jap.: バイナリー ドメイン, Bainarī Domein) ist ein 2012 erschienener Third-Person-Shooter von Yakuza Studio. Das verwendete „Consequence-System“ sollte für logischeres Verhalten der Begleiter sorgen.

## Handlung
Im Jahr 2080 sind Roboter zu Helfern der Menschen geworden. Roboter, die sich selbst für Menschen halten und mit echter Haut bezogen sind, (im Spiel „Seelenlose“ genannt) dürfen allerdings nicht hergestellt werden. Als in Detroit ein Seelenloser um sich schießt, stellt sich heraus, dass der japanische Amada-Konzern diese bereits seit Jahren herstellt und so selbst Mitarbeiter des Präsidenten durch Roboter ersetzen konnte, die nicht von Menschen unterschieden werden können. Ein internationales Team um den US-Sergeant Dan Marshall reist nun nach Tokio, um die Produktion der Seelenlosen zu stoppen. Kurz nach der Ankunft werden sie allerdings entdeckt und in Feuergefechte mit Robotern der japanischen Regierung verwickelt. Das Team kämpft sich durch die Slums in den höher gelegenen Teil der Stadt vor. Schlussendlich erreichen sie das Gebäude des Amada-Konzerns und wollen den Konzernchef Amada stellen. Es stellt sich aber heraus, dass dieser von einem von ihm selbst geschaffenen Roboter getötet wurde. Der Roboter übernahm daraufhin Amadas Identität. Des Weiteren findet das Team heraus, dass das Teammitglied Faye die Tochter eines Seelenlosen ist. Nachdem das Amada-Gebäude zerstört wurde, möchte deshalb das US-Militär Faye umbringen. Dan verhindert das in einem letzten Kampf und tötet seinen Vorgesetzten, der Dan aus einem Roboter heraus angriff. Faye und Dan werden von nun an von ihren Auftraggebern gejagt, die sämtliche Seelenlosen töten möchten.

## Gameplay
Das Spiel besteht aus linearen Levels, die in unterschiedlichen Teilen des Tokio der Zukunft spielen. Am Ende eines Abschnittes muss ein besonders großer Roboter besiegt werden. Das „Consequence-System“ sorgt dafür, dass die Begleiter besser reagieren. Wenn man z. B. nicht auf die Vorschläge der Mitstreiter („Wirf eine Granate!“, „Gib mir Deckung!“) eingeht oder auf sie schießt, verringert sich ihre Kampfkraft und Zuneigung zu Dan. Die Begleiter verlassen allerdings nicht das Team. Spielbar ist nur der Hauptcharakter Dan Marshall. Er kann nicht alle Begleiter auf einmal mitnehmen, bei wichtigen Storyabschnitten wie wichtigen Gesprächen sind aber alle Teammitglieder beisammen. Dies wird häufig dadurch erklärt, dass sich das Team am Anfang der Mission aufteilt. Wen der Spieler mitnimmt, kann er selbst entscheiden. Um die Gegner in den Levels zu besiegen, die sich aus Robotern zusammensetzen, kann man aus vielen Waffen, z. B. Schrotflinten, Maschinengewehren und Raketenwerfern auswählen. Man kann sich zu seiner Pistole und seinem Maschinengewehr noch mit einer weiteren Waffe ausrüsten. Die Bossgegner sind teils nur mit einer bestimmten Waffe zu besiegen.
Optional können zur Steuerung der Begleiter Sprachbefehle verwendet werden.

## Kritiken
Das Spiel wurde positiv aufgenommen und vor allem die Geschichte wurde gelobt. Kritisiert wurde aber die PC-Portierung, da diese die Maus fast nicht nutze und die Steuerung schlecht umgesetzt sei. Probleme mit der Maus wurden durch einen Patch behoben. Eurogamer vergab 8/10 Punkten, 4player 71/100 Punkten. Gamestar.de vergab 73/100 Punkten, Redakteur Daniel Matschijewsky schrieb:
„Hätte Binary Domain nicht seine vergleichsweise unverbrauchte Geschichte, wäre Segas Actionspiel nur ein weiteres unter vielen. Klar machen die taktisch angehauchten Ballereien viel Spaß. Wirklich Neues bieten sie allerdings nicht, zumal die Grafik alles andere als modern ist. Ich bleibe trotzdem am Ball. Weil ich wissen will, wohin mich die Geschichte führt. Und weil das Spiel clever mit der heiklen Roboter-Thematik umzugehen weiß und sehr gut unterhält, ohne gleich die Moralkeule zu schwingen. Letztere ziehe ich allerdings den Entwicklern über den Schädel. Wer so eine verkorkste PC-Portierung abliefert, der verdient nichts anderes.“